# Cristo Reyes
Cristo Reyes (La Laguna, 30 juli 1987) is een Spaans darter die speelt voor de Professional Darts Corporation of PDC.

## Loopbaan
Op het PDC World Darts Championship 2015 bereikte Reyes de laatste 16.

## Resultaten op Wereldkampioenschappen

### PDC
- 2015: Laatste 16 (verloren van Gary Anderson met 1-4)
- 2016: Laatste 64 (verloren van Wes Newton met 1-3)
- 2017: Laatste 32 (verloren van Michael van Gerwen met 2-4)
- 2018: Laatste 64 (verloren van Toni Alcinas met 1-3)
- 2019: Laatste 32 (verloren van Rob Cross met 0-4)
- 2020: Laatste 64 (verloren van Adrian Lewis met 2-3)

## Resultaten op de World Matchplay
- 2017: Laatste 16 (verloren van Peter Wright met 4-11)